# Outta Here (album)
Outta Here is het debuutalbum van de Nederlandse popzangeres Esmée Denters dat werd uitgebracht op 22 mei 2009.

## Achtergrondinformatie
Op 12 april 2009 bevestigde Denters op Radio 538 dat haar debuutalbum Outta Here zou gaan heten en 22 mei 2009 uitgebracht zou worden. Het album is de eerste release van Tennman Records, het platenlabel van popzanger Justin Timberlake. Timberlake was nauw betrokken bij de creatie van het album en is, naast zijn taak als uitvoerend producent, ook aanwezig als schrijver en gastzanger. Het album zal naast Nederland ook in andere landen uitgebracht worden. Dit heeft al plaatsgevonden in België en andere bevestigde landen zijn Nieuw-Zeeland, de Verenigde Staten (januari 2010) en het Verenigd Koninkrijk (februari 2010).
Het album is een mengsel van  r&b en pop met elementen uit de dancepop. Naast de samenwerking met mentor Timberlake, ook met zijn schrijf- en productiegroep The Y's heeft bijgedragen (onder andere Love Sex Magic van Ciara), bevat het album nummers van de hand van Polow da Don (Forever van Chris Brown, Buttons van de Pussycat Dolls en Turnin' Me On van Keri Hilson), Ryan Tedder (Bleeding Love van Leona Lewis, Halo van Beyoncé en Battlefield van Jordin Sparks) en productieteam StarGate (Beautiful Liar van Beyoncé en Shakira, Take a Bow van Rihanna en Miss Independent van Ne-Yo).
De eerste single Outta Here werd in april uitgebracht en is geproduceerd door Polow da Don. Denters plaatste een filmpje waarin scènes bij het opnemen van het nummer te zien zijn. Het nummer werd 13 april naar de Amerikaanse radiostations verstuurd en heeft lichte radioairplay verkregen. Het nummer behaalde de derde positie in de Nederlandse Top 40 en de 26ste positie in de Vlaamse Ultratop 50. Ook behaalde in de Nieuw-Zeelandse Singles Chart de twaalfde positie, de eerste notering buiten de Benelux. Na de release van het nummer midden augustus, debuteerde het op basis van sterke downloads op de zevende positie in de Britse UK Singles Chart en op de 21ste positie in Ierland.
In deze periode dook er een filmpje op internet op waarin beelden van achter de schermen van een nieuwe videoclip te zien waren. Het was niet bekend om welk nummer het ging. Eind augustus werd bekend dat het om Admit It ging.
In december liet Denters via haar Twitter-pagina weten dat haar derde single Love Dealer wordt. Deze single zou volgens geruchten een andere versie zijn dan het nummer op het album: naast Justin Timberlake zou ook Jay Sean in het nummer te horen zijn. Op 28 april werd de video op VEVO uitgebracht waarin Esmée alleen te zien was met wereldster Justin Timberlake.

## Tracklist

### Standaardeditie
1. "Admit It" (E. Denters, T. Gad) — 03:41
2. "Victim" (R. Tedder) — 03:36
3. "Outta Here" (Ester Dean, Jason Perry, Justin Timberlake, Jamal Jones) — 03:21
4. "Love Dealer" (E. Denters, J. Timberlake) — 03:45
5. "Gravity" (E. Denters, J. Timberlake, Hannon Lane) — 05:48
6. "What If" (E. Denters, Robin Lynch, Niklas Olovson) — 03:41
7. "Memories Turn to Dust" (E. Denters, Chantal Krevuziak, Mike Elizondo) — 03:57
8. "Getting Over You" (E. Denters, Robbie Nevil) — 03:21
9. "Just Can't Have It" (J. Austin, T.E. Hermansen, M.S. Eriksen, Espen Lind, A. Bjorklund, Jawad B) — 03:59
10. "The First Thing" (E. Denters, Mark Taylor, Paul Barry & N. Scarlett) — 03:12
11. "Casanova" (E. Denters, J. Timberlake, N. Hills, Marcella Aracia) — 04:28
12. "Bigger Than the World" (The Y's [J. Timberlake, Rob Knox, Robin Tadross, Mike Elizondo, James Fauntleroy]) — 04:53

### Bonusnummers
1. "Sad Symphony" (E. Denters, J. Timberlake, C. Nelson) — 04:39
2. "Eyes for You" (E. Denters, Novel) — 03:51[2]

## Hitnotering
| "Outta Here" in de Nederlandse Album Top 100 - binnen: 30-05-2009 | "Outta Here" in de Nederlandse Album Top 100 - binnen: 30-05-2009 | "Outta Here" in de Nederlandse Album Top 100 - binnen: 30-05-2009 | "Outta Here" in de Nederlandse Album Top 100 - binnen: 30-05-2009 | "Outta Here" in de Nederlandse Album Top 100 - binnen: 30-05-2009 | "Outta Here" in de Nederlandse Album Top 100 - binnen: 30-05-2009 | "Outta Here" in de Nederlandse Album Top 100 - binnen: 30-05-2009 | "Outta Here" in de Nederlandse Album Top 100 - binnen: 30-05-2009 | "Outta Here" in de Nederlandse Album Top 100 - binnen: 30-05-2009 | "Outta Here" in de Nederlandse Album Top 100 - binnen: 30-05-2009 | "Outta Here" in de Nederlandse Album Top 100 - binnen: 30-05-2009 | "Outta Here" in de Nederlandse Album Top 100 - binnen: 30-05-2009 | "Outta Here" in de Nederlandse Album Top 100 - binnen: 30-05-2009 | "Outta Here" in de Nederlandse Album Top 100 - binnen: 30-05-2009 | "Outta Here" in de Nederlandse Album Top 100 - binnen: 30-05-2009 | "Outta Here" in de Nederlandse Album Top 100 - binnen: 30-05-2009 | "Outta Here" in de Nederlandse Album Top 100 - binnen: 30-05-2009 | "Outta Here" in de Nederlandse Album Top 100 - binnen: 30-05-2009 | "Outta Here" in de Nederlandse Album Top 100 - binnen: 30-05-2009 | "Outta Here" in de Nederlandse Album Top 100 - binnen: 30-05-2009 | "Outta Here" in de Nederlandse Album Top 100 - binnen: 30-05-2009 |
| Week                                                              | 1                                                                 | 2                                                                 | 3                                                                 | 4                                                                 | 5                                                                 | 6                                                                 | 7                                                                 | 8                                                                 | 9                                                                 | 10                                                                | 11                                                                | 12                                                                | 13                                                                | 14                                                                | 15                                                                | 16                                                                |                                                                   | 17                                                                | 18                                                                |                                                                   |
| ----------------------------------------------------------------- | ----------------------------------------------------------------- | ----------------------------------------------------------------- | ----------------------------------------------------------------- | ----------------------------------------------------------------- | ----------------------------------------------------------------- | ----------------------------------------------------------------- | ----------------------------------------------------------------- | ----------------------------------------------------------------- | ----------------------------------------------------------------- | ----------------------------------------------------------------- | ----------------------------------------------------------------- | ----------------------------------------------------------------- | ----------------------------------------------------------------- | ----------------------------------------------------------------- | ----------------------------------------------------------------- | ----------------------------------------------------------------- | ----------------------------------------------------------------- | ----------------------------------------------------------------- | ----------------------------------------------------------------- | ----------------------------------------------------------------- |
| Nummer                                                            | 6                                                                 | 5                                                                 | 9                                                                 | 11                                                                | 19                                                                | 17                                                                | 24                                                                | 28                                                                | 33                                                                | 41                                                                | 49                                                                | 42                                                                | 80                                                                | 97                                                                | 71                                                                | 82                                                                | uit                                                               | 94                                                                | 86                                                                | uit                                                               |

| "Outta Here" in de Vlaamse Ultratop 50 Albums - binnen: 18-07-2009 | "Outta Here" in de Vlaamse Ultratop 50 Albums - binnen: 18-07-2009 | "Outta Here" in de Vlaamse Ultratop 50 Albums - binnen: 18-07-2009 | "Outta Here" in de Vlaamse Ultratop 50 Albums - binnen: 18-07-2009 | "Outta Here" in de Vlaamse Ultratop 50 Albums - binnen: 18-07-2009 | "Outta Here" in de Vlaamse Ultratop 50 Albums - binnen: 18-07-2009 | "Outta Here" in de Vlaamse Ultratop 50 Albums - binnen: 18-07-2009 | "Outta Here" in de Vlaamse Ultratop 50 Albums - binnen: 18-07-2009 | "Outta Here" in de Vlaamse Ultratop 50 Albums - binnen: 18-07-2009 |
| Week                                                               | 1                                                                  | 2                                                                  | 3                                                                  | 4                                                                  | 5                                                                  | 6                                                                  | 7                                                                  |                                                                    |
| ------------------------------------------------------------------ | ------------------------------------------------------------------ | ------------------------------------------------------------------ | ------------------------------------------------------------------ | ------------------------------------------------------------------ | ------------------------------------------------------------------ | ------------------------------------------------------------------ | ------------------------------------------------------------------ | ------------------------------------------------------------------ |
| Nummer                                                             | 96                                                                 | 74                                                                 | 73                                                                 | 78                                                                 | 55                                                                 | 93                                                                 | 75                                                                 | uit                                                                |